# Махатма Ганди

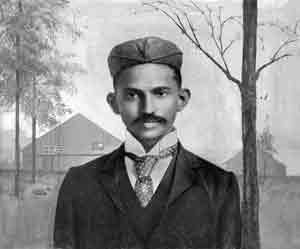
Ганди в Южной Африке (1895)

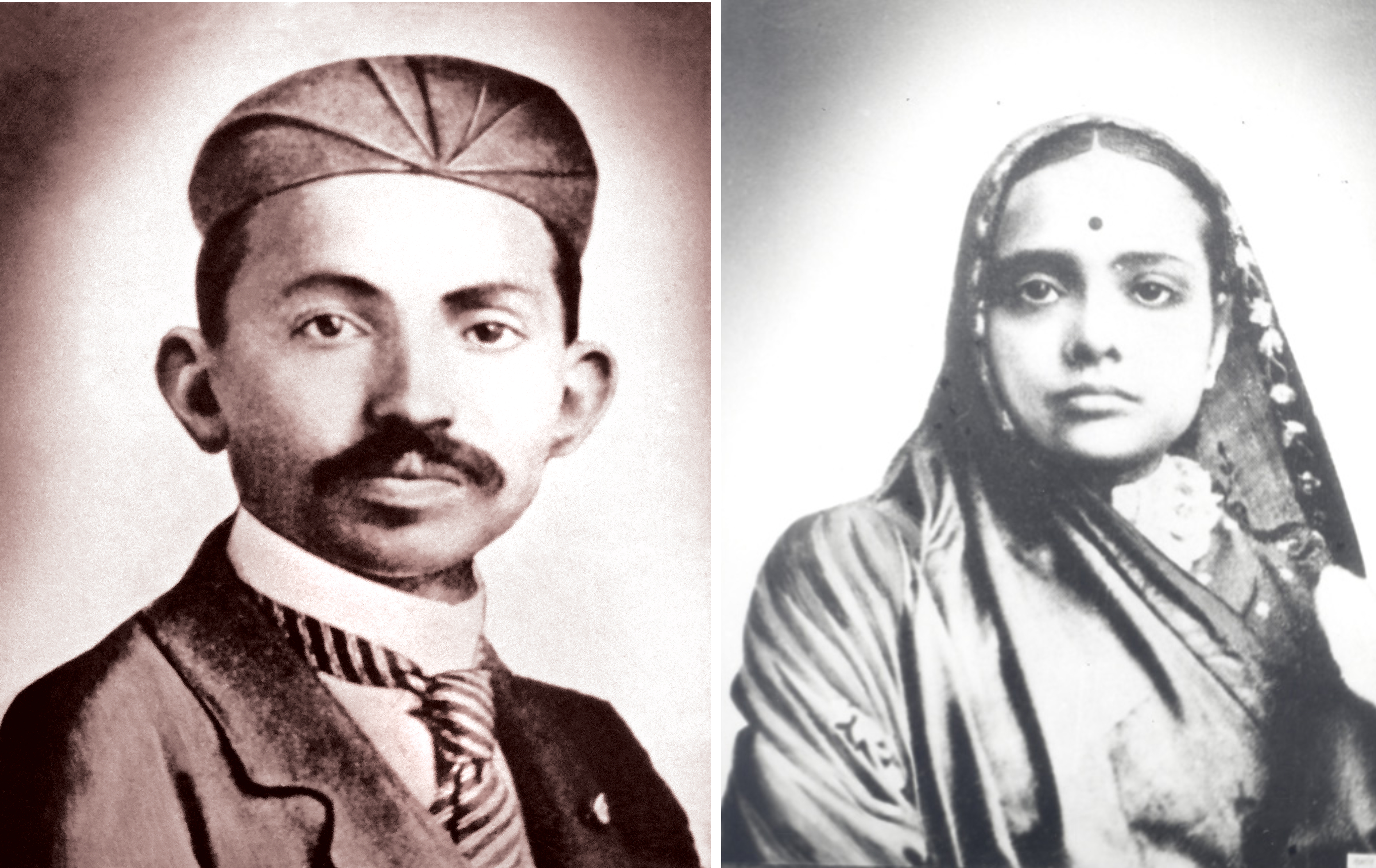
Махатма Ганди и его жена Кастурба Ганди в 1902 году

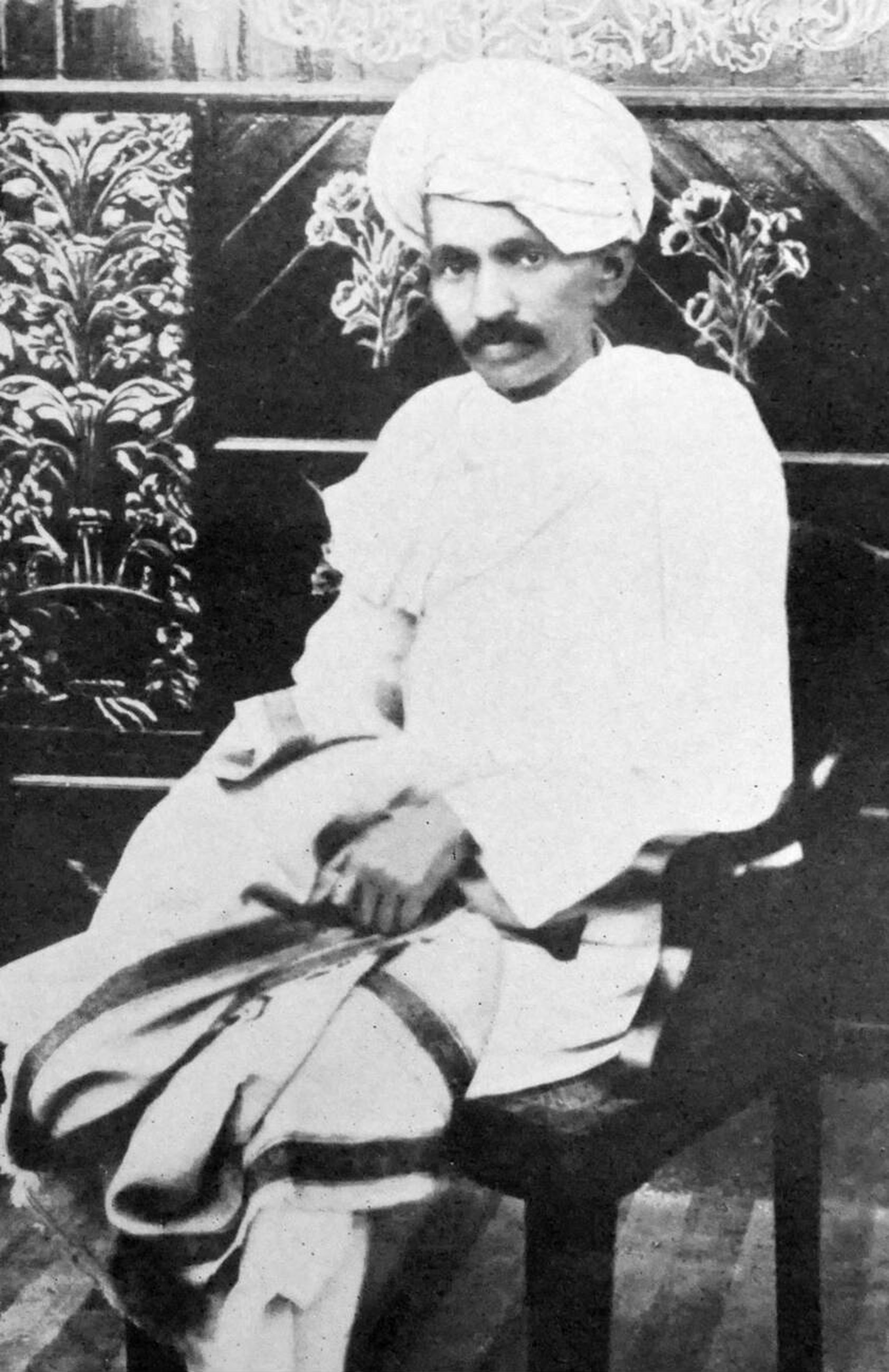
Ганди в 1918 году

Маха́тма Моханда́с Карамча́нд Га́нди (гудж. મોહનદાસ કરમચંદ (મહાત્મા) ગાંધી, хинди मोहनदास कर्मचन्द (महात्मा) गान्धी, англ. Mohandas Karamchand "Mahatma" Gandhi МФА: [ˈmoːɦənd̪aːs ˈkərəmtʃənd̪ ˈɡaːnd̪ʱi]о файле; 2 октября 1869[…], Порбандар, Порбандар, Британская Индия — 30 января 1948[…], округ Нью-Дели, Нью-Дели, Индийский Союз) — индийский политический и общественный деятель, один из руководителей и идеологов движения за независимость Индии от Великобритании. Его философия ненасилия (сатьяграха) оказала влияние на движения сторонников мирных перемен.

## Биография
Ганди происходил из семьи, принадлежащей к торгово-ростовщической касте банья, относящейся к варне вайшьев. Его отец, Карамчанд Ганди (1822—1885), занимал пост дивана — главного министра Порбандара. В семье Ганди строго соблюдались все религиозные обряды. Особенно набожной была его мать — Путлибай. Богослужение в храмах, принятие обетов, соблюдение постов, строжайшее вегетарианство, самоотречение, чтение священных книг индусов, беседы на религиозные темы — всё это составляло духовную жизнь семьи юного Ганди.
В 13 лет родители женили Ганди на ровеснице — Кастурбе (для экономии денежных средств в этот же день были проведены брачные обряды у его родного и двоюродного братьев). Впоследствии у супругов Ганди родилось четверо сыновей:
Харилал (23 августа 1888 г. — 18 июня 1948 г.),
Манилал (28 октября 1892 г. —5 апреля 1956),
Рамдас (2 января 1897 г. — 14 апреля 1969 г.)
и Девдас (22 мая 1900 г. —3 августа 1957 г.).
Представители современной индийской семьи политиков Ганди к числу их потомков не принадлежат. От старшего сына Харилала отец отказался. По свидетельству отца, он пил, развратничал и влезал в долги. Несколько раз Харилал менял религию; умер от заболевания печени. Все остальные сыновья были последователями отца и активистами его движения за независимость Индии. Девдас также известен своим браком с Лакши — дочерью Раджаджи, одного из руководителей Индийского национального конгресса, горячего сторонника Ганди и индийского национального героя. Однако Раджаджи принадлежал к варне браминов, а межварновые браки противоречили религиозным убеждениям Ганди. Тем не менее, в 1933 году родители дали Девдасу разрешение на брак.
В 19 лет Мохандас Ганди отправился в Лондон, где получил юридическое образование. В 1891 году, по завершении обучения, он вернулся в Индию. Поскольку профессиональная деятельность на родине не принесла Ганди особого успеха, он в 1893 году отправился работать в Южную Африку, где вступил в борьбу за права индийцев. Там он впервые применил в качестве средства борьбы ненасильственное сопротивление (санскр. -сатьяграха). Большое влияние на формирование мировоззрения Мохандаса Ганди оказала «библия индуизма» — «Бхагавадгита», а также идеи Г. Д. Торо, Шримада Раджчандры и Л. Н. Толстого (с которым Ганди состоял в переписке). Сам Ганди также признавал, что на него оказали влияние идеи ирландского патриота Майкла Девитта и книга Джона Рёскина «У последней черты».
В 1915 году Ганди возвратился в Индию и через 4 года активно включился в движение за достижение независимости страны от британского колониального владычества. В 1915 году знаменитый индийский писатель, лауреат Нобелевской премии по литературе Рабиндранат Тагор впервые применил по отношению к Мохандасу Ганди титул «Махатма» (дев. महात्मा) — санскр.: «великая душа». Сам Ганди, будучи аскетом, говорил, что титул огорчает его. Один из лидеров ИНК, Тилак, незадолго до своей смерти объявил его своим преемником.
В борьбе за независимость Индии М. Ганди использовал методы ненасильственного сопротивления: в частности, по его инициативе индийцы прибегали к бойкоту британских товаров и учреждений, а также демонстративно нарушали ряд законов. В 1921 году Ганди возглавил Индийский национальный конгресс, который покинул в 1934 году в силу расхождения своих взглядов на национально-освободительное движение с позицией других руководителей партии. В 1930 году возглавил Соляной поход против налога на соль.
Широко известна его непримиримая борьба с кастовым неравенством: «Нельзя ограничиваться положением „насколько это возможно“, когда речь идёт о неприкасаемости. Если неприкасаемость должна быть изгнана, она должна быть изгнана полностью и из храма, и из всех других сфер жизни».
Ганди стремился не только добиться прекращения дискриминации неприкасаемых с помощью светских законов. Он стремился доказать, что институт неприкасаемости находится в противоречии с индусским принципом единобытия, и таким образом подготовить индийское общество к тому, что неприкасаемые такие же его равноправные члены, как и остальные индийцы. Борьба Ганди с неприкасаемостью, как и с любым неравенством, также имела религиозную основу: Ганди считал, что изначально всем людям, независимо от их расовой, кастовой, этнической и религиозно-общинной принадлежности, присуща врождённая божественная природа.
В соответствии с этим он и неприкасаемых стал называть хариджанами — детьми божьими. Добиваясь уничтожения дискриминации хариджанов, Ганди действовал собственным примером: он допускал хариджанов в свой ашрам, разделял с ними трапезу, ездил в вагонах третьего класса (его так и называли «пассажир третьего класса»), объявлял в защиту их прав голодовки. Однако он никогда не признавал каких-либо особых их интересов в общественной жизни, необходимости бороться за резервирование для них мест в учреждениях, учебных заведениях, законодательных органах. Он был против обособления неприкасаемых в обществе, в национально-освободительном движении.
Широкую огласку получили глубокие разногласия между Ганди и лидером неприкасаемых доктором Амбедкаром по поводу предоставления последним полного равноправия с представителями других каст. Ганди глубоко уважал своего оппонента, но считал, что радикальные взгляды Амбедкара приведут к расколу индийского общества. Голодовка, которую объявил Ганди в 1932 году, заставила Амбедкара пойти на уступки. Ганди так и не смог объединиться с Амбедкаром в борьбе против неприкасаемости.
Провозгласив конструктивную программу, Ганди создал ряд организаций для её выполнения. К числу наиболее активных принадлежали «Чарка Сангх» и «Хариджан Севак Сангх». Однако Ганди не смог добиться коренного изменения положения неприкасаемых и тяжело переживал это. Тем не менее его влияние на политическую культуру, политическое сознание Индии в вопросе о неприкасаемости, несомненно. В том, что первая конституция Индии официально запретила дискриминацию неприкасаемых, немалая его заслуга.
Длительное время Ганди оставался последовательным приверженцем принципа ненасилия. Однако потом возникла ситуация, когда взгляды Ганди подверглись серьёзному испытанию. Принцип ненасилия был принят Конгрессом (ИНК) применительно к борьбе за свободу Индии. Но Конгресс не распространял этот принцип на оборону от внешней агрессии.
Впервые этот вопрос возник примерно в период мюнхенского кризиса 1938 года, когда война казалась близкой. Однако с окончанием кризиса вопрос был снят. Летом 1940 года Ганди вновь поставил этот вопрос перед Конгрессом в отношении войны, а также внешней политики будущей независимой (как предполагалось) Индии. Исполнительный комитет Конгресса ответил, что не может распространять применение принципа ненасилия так далеко. Это привело к разрыву между Ганди и Конгрессом в данном вопросе. Однако спустя два месяца была выработана согласованная формулировка позиции Конгресса относительно принципов будущей внешней политики Индии (вопроса об отношении к войне она не касалась). Там было сказано, что Исполнительный комитет Конгресса «твёрдо верит в политику и практику ненасилия не только в борьбе за сварадж, но также и в свободной Индии, в той мере, в какой это может быть там применено», что «свободная Индия будет всеми силами поддерживать всеобщее разоружение и будет сама готова показать в этом отношении пример всему миру. Осуществление этой инициативы неизбежно будет зависеть от внешних факторов, а также от внутренних условий, но государство сделает всё, что в его силах, для претворения в жизнь этой политики разоружения…». Эта формулировка была компромиссной, она не вполне удовлетворяла Ганди, однако он дал согласие на то, чтобы именно так была выражена позиция Конгресса.

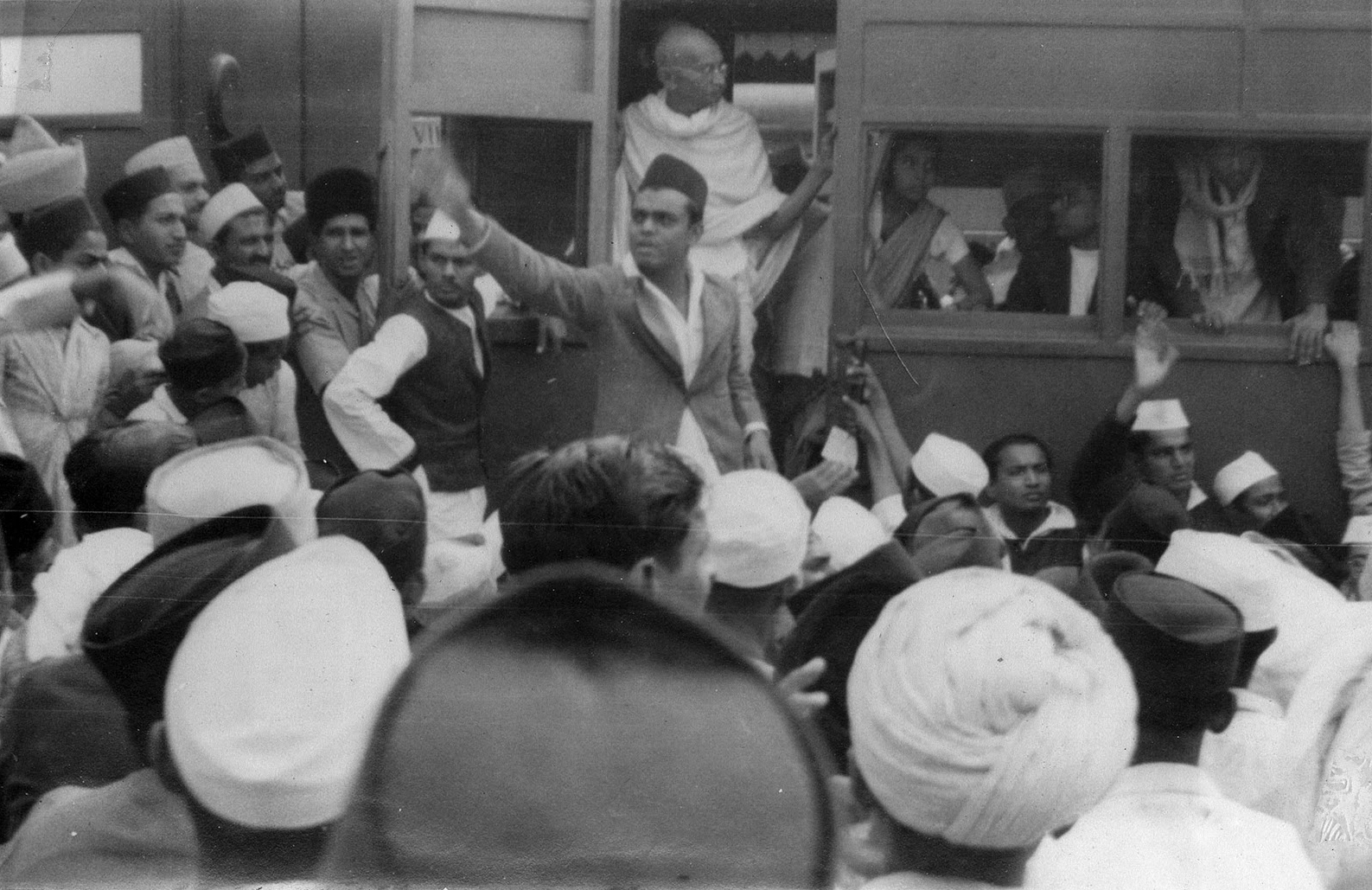
Махатма Ганди в поезде среди толпы, 10 февраля 1943 года

Вновь Ганди стал настаивать на полном соблюдении принципа ненасилия в декабре 1941 года, и это опять привело к расколу — Конгресс не согласился с ним. В дальнейшем Ганди больше не поднимал этот вопрос перед Конгрессом и даже, если верить Дж. Неру, согласился на «участие Конгресса в войне при условии, что Индия сможет действовать как свободное государство». По словам Неру, это изменение позиции было связано для Ганди «с моральными и душевными страданиями».
В январе 1939 года Ганди, вместе с Свами Бхаратанандой, добились от раджи Аундха провозглашения в его владениях республики (так называемый, Аундхский эксперимент). Написанная Ганди и Свами Бхаратанандой «Ноябрьская декларация», являвшаяся конституцией этой республики, позднее была использована при создании конституции Индии.

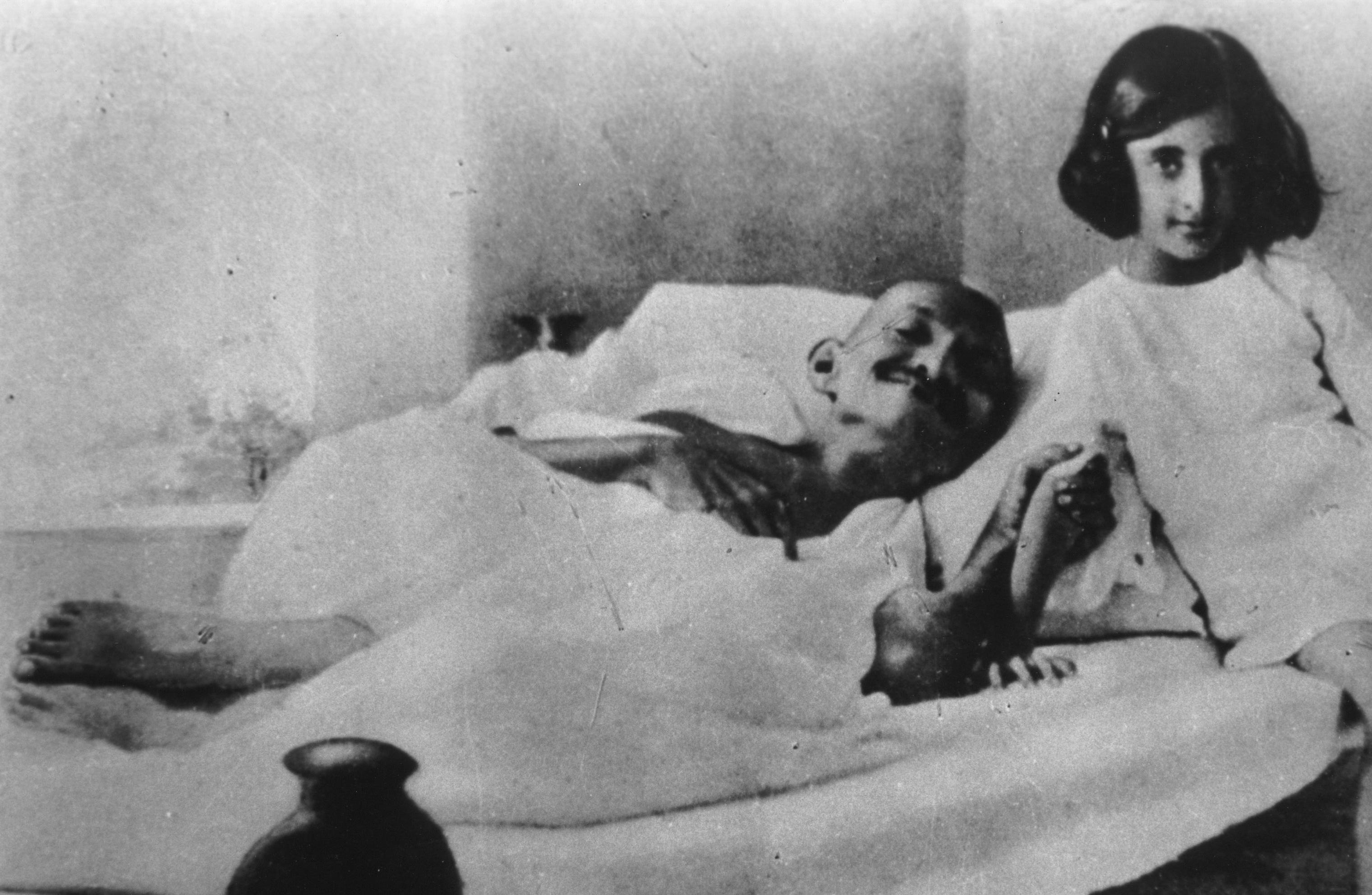
Махатма Ганди и Индира Неру в 1924 году

Махатма Ганди пользовался огромным влиянием как среди индусов, так и среди мусульман Индии и старался примирить эти враждующие группировки. Он крайне отрицательно отнёсся к разделению бывшей колонии Британская Индия в 1947 году на светскую республику Индия с преобладанием индуистского населения и мусульманский Пакистан. После раздела вспыхнула жестокая борьба между индуистами и мусульманами. 1947 год для Ганди закончился горьким разочарованием. Он продолжал доказывать бессмысленность насилия, но, казалось, никто его не слышал. В январе 1948 года в отчаянной попытке остановить межнациональные распри Махатма Ганди прибегнул к голодовке. Он объяснил своё решение так: «Смерть станет для меня чудесным избавлением. Уж лучше умереть, чем быть беспомощным свидетелем самоуничтожения Индии».
Жертвенная акция Ганди оказала необходимое воздействие на общество. Лидеры религиозных групп согласились пойти на компромисс. Через несколько дней, после того, как Махатма начал голодовку, они приняли совместное решение: «Мы заверяем, что будем защищать жизнь, собственность и веру мусульман, и те инциденты на почве религиозной нетерпимости, которые имели место в Дели, больше не повторятся».

## Убийство
Ганди добился лишь частичного примирения индуистов и мусульман. Индуистские экстремисты принципиально выступали против какого бы то ни было сотрудничества с мусульманами. «Хинду Махасабха», политическая организация с отрядами террористов «Раштра дал» и «Раштрия сваям севак», решила продолжать борьбу. Однако в Дели ей противостоял авторитет Махатмы Ганди. Поэтому и был организован заговор, возглавляемый лидером «Хинду Махасабха», бомбейским миллионером Винайяком Саваркаром, который объявил Ганди «коварным врагом» индусов, а абсолютизируемую гандизмом идею ненасилия безнравственной. На имя Ганди ежедневно поступали протесты от ортодоксальных индуистов. «Одни из них считают меня изменником. Другие полагают, что я усвоил свои нынешние убеждения против неприкасаемости и тому подобное от христианства и ислама», — вспоминал Ганди. Саваркар решил устранить неугодного философа, который пользовался такой популярностью у индийского народа. Бомбейский миллионер в октябре 1947 года создал из своих верных людей террористическую группу. Это были образованные брахманы. Натхурам Годзе был шеф-редактором крайне правой газеты «Хинду раштра», Нарайян Апте являлся директором этого же издания. Годзе было 37 лет, он происходил из ортодоксальной брахманской семьи, имел неполное школьное образование. В результате разветвлённого заговора индуистских экстремистов 30 января 1948 года Натхурам Годзе застрелил Махатму Ганди. Натхурам Годзе и Нарайян Апте были осуждены и казнены.

## Критика
Уинстон Черчилль в 1931 году негативно оценивал роль Ганди: 
Вызывает тревогу и отвращение зрелище Ганди, этого бунтаря из мелких адвокатов, выступающего в роли полуголого факира, разгуливающего по ступеням дворца вице-короля.
Историк Джон Чармли в связи с этим отмечал, что «Черчилль стоял тогда на самом правом фланге британской политики в отношении Индии. Даже для многих консерваторов, не говоря уже о либералах и лейбористах, его взгляды по индийскому вопросу в десятилетие между 1929 и 1939 годами были неприемлемы» и «он ужасно боялся, что введение в Индии самоуправления приведёт к распаду Британской империи и к концу цивилизации», и в этом смысле не сильно отличался от прочих викторианских империалистов. А историк Ричард Тойе, в свою очередь, указывал, что Черчилль жёстко высказывался в отношении Ганди и был убеждённым противником предоставления Индии какого-либо самоуправления, что достаточно часто вызывало у него полемику с однопартийцами. Также Тойе отмечает, что Черчилль неоднократно враждебно высказывался по отношению к индуизму.
Джордж Оруэлл в 1949 году, в целом позитивно отзываясь о Ганди, в особенности о его интеллектуальной честности, указал, что стремление Ганди к «святости» можно рассматривать как антигуманное (готовность пожертвовать жизнью близких, но не отказаться от вегетарианства; идея о том, что не надо стремиться любить родных или друзей слишком сильно, чтобы не быть зависимыми от них).
В 2018 году из-за обвинений Ганди в расизме был демонтирован памятник, установленный ему на территории университета Ганы в Аккре. Африканцы обвиняли Ганди в расистских высказываниях в отношении чернокожих и убеждении, что индийцы выше их по статусу.

## Память
В честь Ганди возведены Национальный музей Ганди, Радж Гхат (мемориал на месте кремации) и Ганди Смрити (рядом с местом смерти) в Дели. Памятники и мемориалы, посвящённые Махатме Ганди, есть во многих городах мира: Барселоне, Нью-Йорке, Атланте, Сан-Франциско, Питермарицбурге, Вашингтоне, Москве, Гонолулу, Лондоне, Алма-Ате, Бишкеке, Душанбе, Улан-Баторе, Минске, Будапеште, Албуфейре (Португалия), Киеве. В Йоханнесбурге одна из площадей носит имя Махатма Ганди.
О Махатме Ганди снято более 10 фильмов, в частности: британский «Ганди» (Gandhi, 1982, режиссёр Ричард Аттенборо, в роли Ганди — Бен Кингсли, 8 премий «Оскар») и индийский «О, Рама» (Hé Rām, 2000). В фильме «Дорогой друг Гитлер» (Индия, 2011), в роли Ганди снялся Авийит Датт (Avijit Dutt). Акбар Хусейн Аллахабади посвятил Ганди поэму «Ганди-нама».
В честь Ганди выпущены почтовые марки многих государств мира. Портрет Ганди изображен на денежных купюрах номиналом в 5, 10, 20, 50, 100, 500, 1000 и 2000 индийских рупий.
В честь Ганди назван головной убор, являющийся символом индийской независимости и патриотизма.
Британцы в опросе Би-би-си 2000 года признали Махатму «человеком тысячелетия».
Ганди является лидером Индийской цивилизации в серии игр «Civilization».
Роль Ганди в качестве борца за независимость высоко оценивается в Кыргызстане. В 1995 году одна из главных улиц Бишкека была переименована в честь него. В 2015 году при участии Премьер-министра Индии Нарендра Моди был открыт памятник в одноименной улице.. Также символично то, что посольство Индии в Кыргызской Республике находиться по адресу проспект Махатма Ганди 100А. 
В октябре 2022 года в Астане установлена статуя Махатмы Ганди на набережной гребного канала, напротив культового монумента защитникам Казахстана.

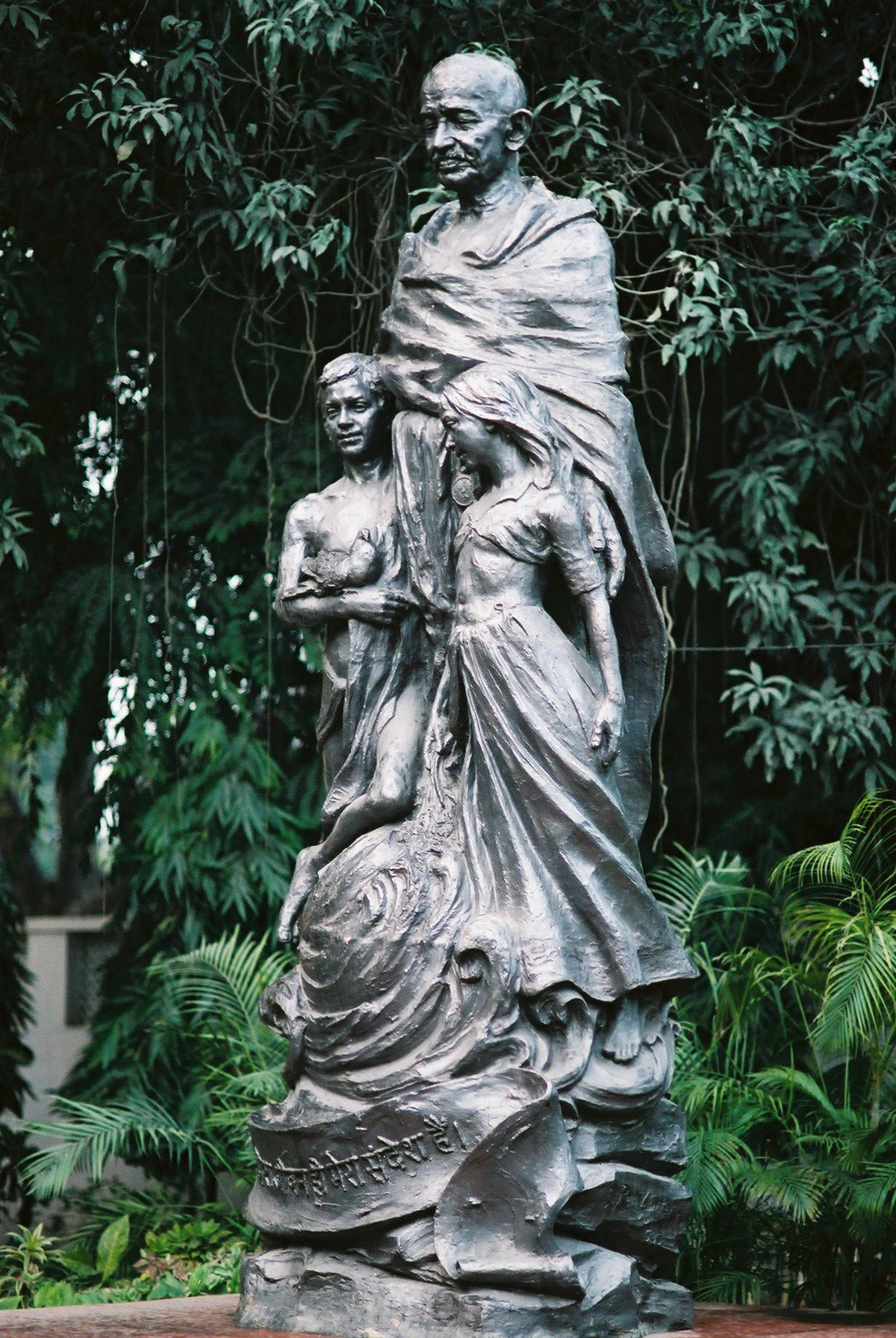
Памятник Ганди на территории Ганди Смрити
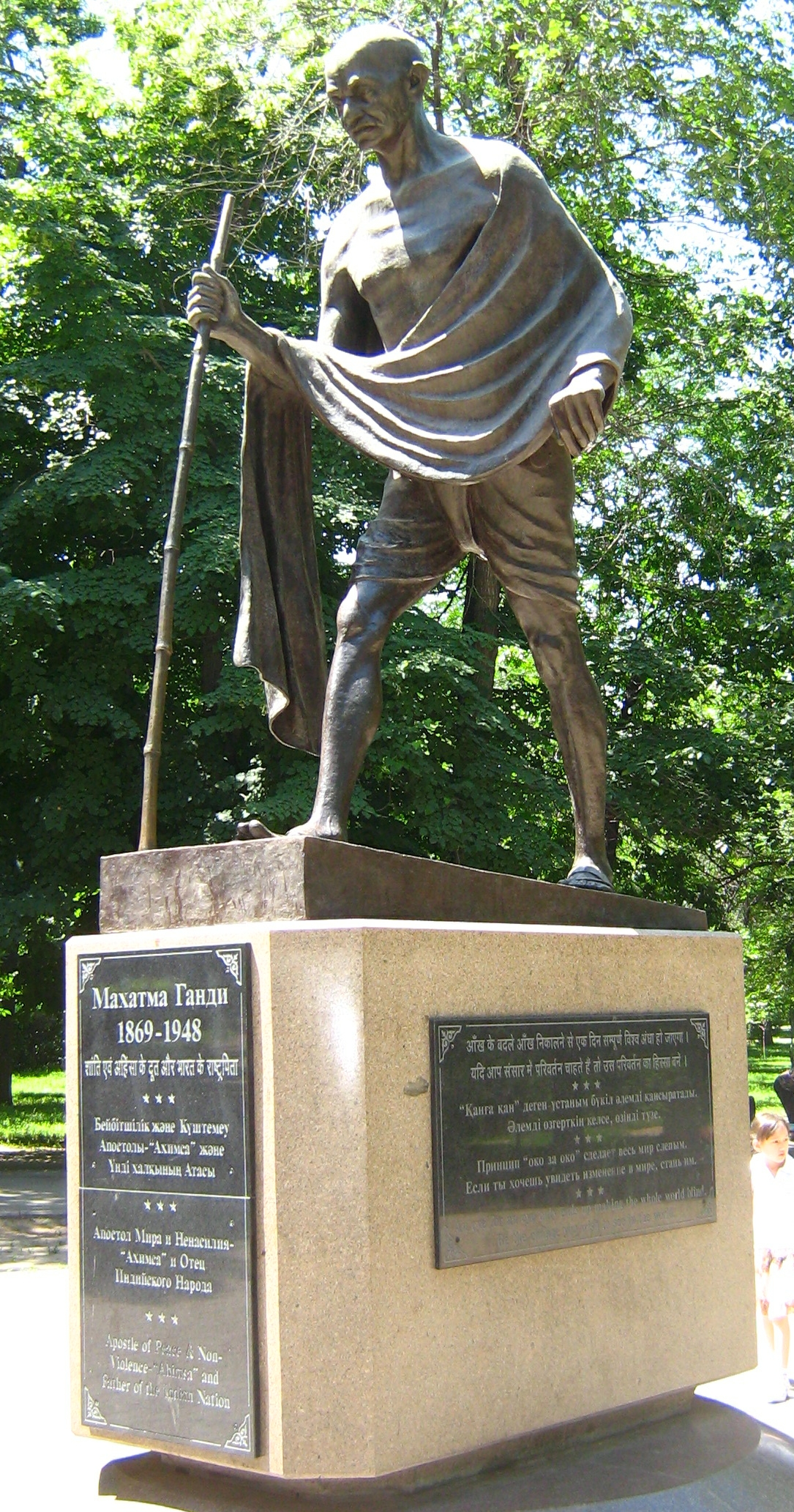
Памятник Ганди в Алма-Ате
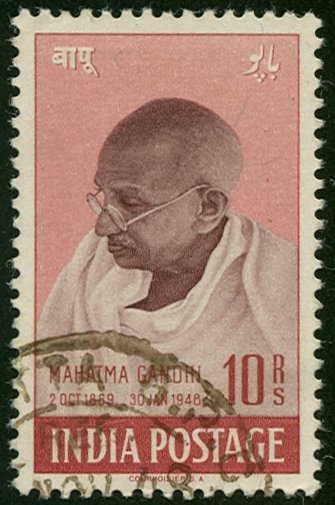
Знаменитая марка Индии 1948 года номиналом 10 рупий
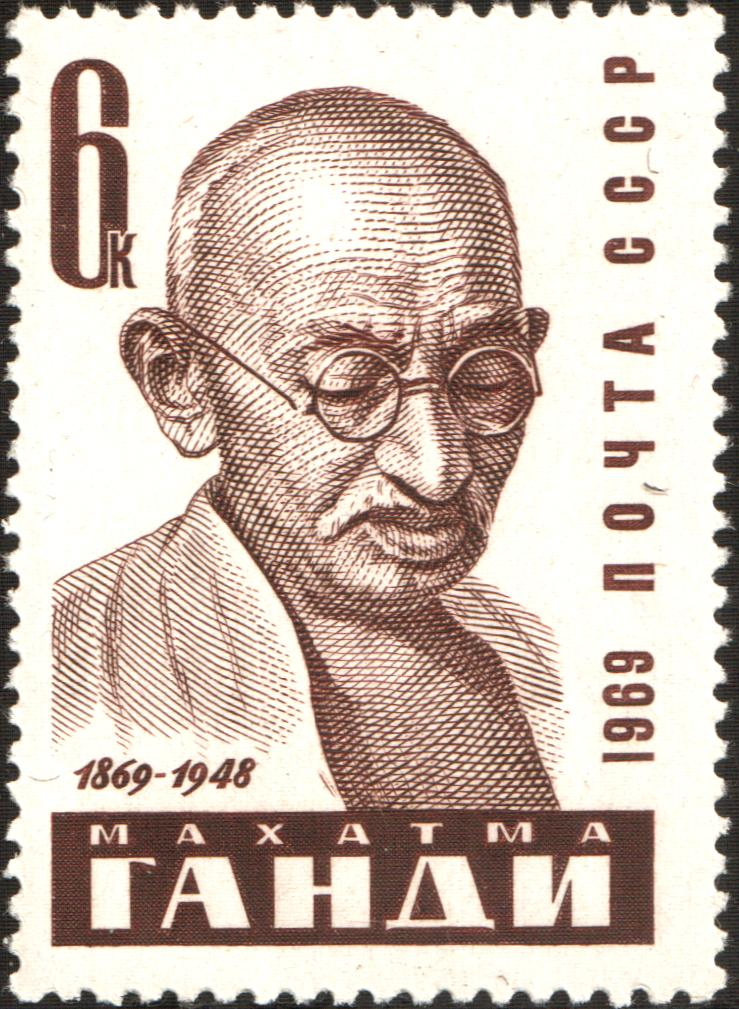
Почтовая марка СССР, посвящённая 100-летию Ганди, 1969
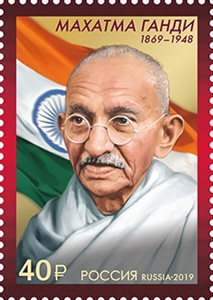
Почтовая марка России, посвящённая 150-летию Ганди, 2019
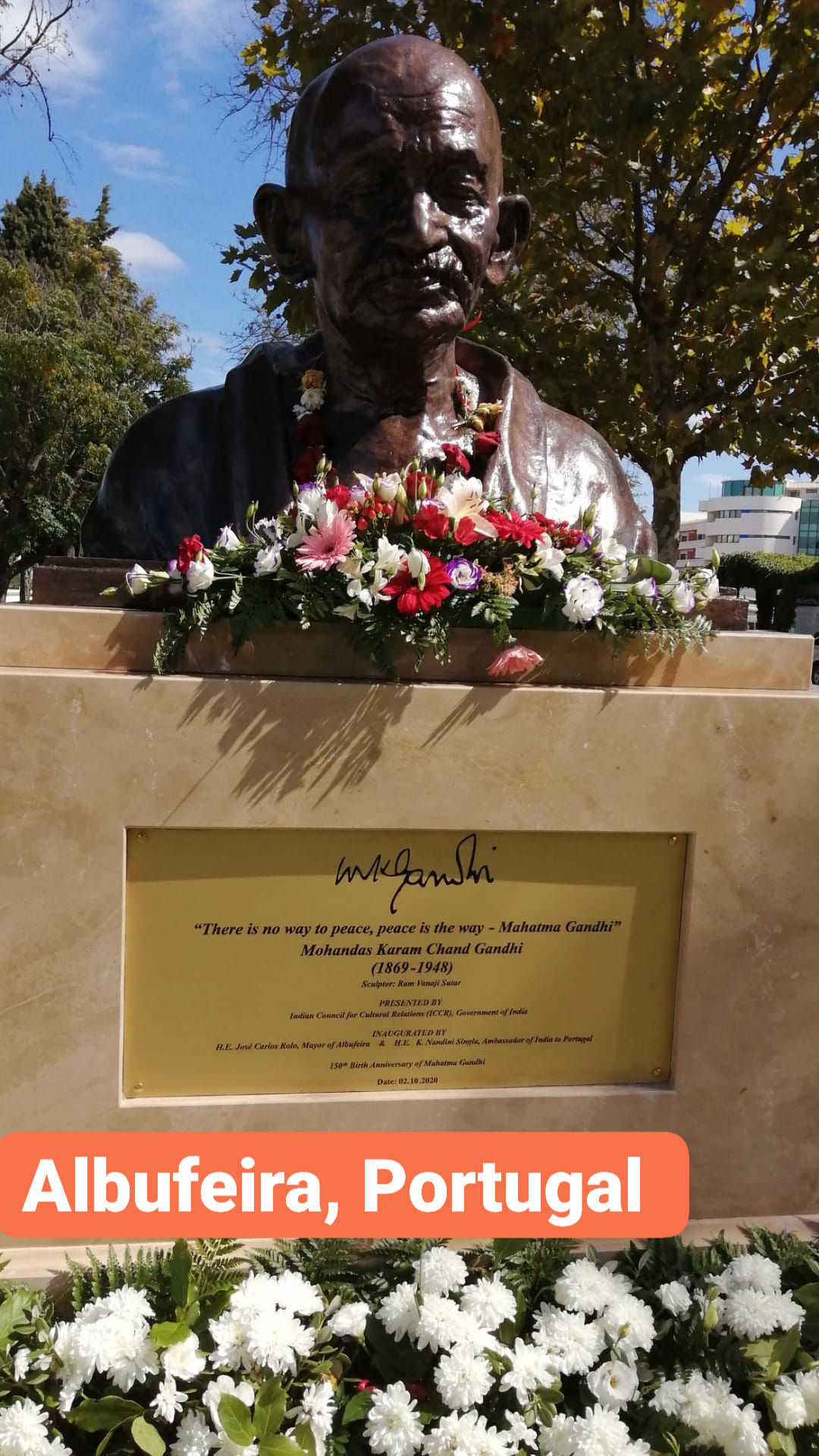
Подарок Посольства Индии в Португалии, 2020

## Факты
- Махатма и Индира Ганди не приходились друг другу родственниками, хотя и были знакомы лично. Примечательно, что оба погибли от рук экстремистов.
- Махатма Ганди еженедельно практиковал однодневную мауну (санскр. — ритуальное молчание). День молчания он посвящал чтению, размышлению, письменному изложению мыслей.
- В 1906 году Ганди принял обет брахмачарьи (целомудрия).
- В 1909 году Ганди перевёл и опубликовал в Индии на гуджаратском языке «Письмо индусу» — письмо Льва Толстого Таракнату Дасу.
- Махатма Ганди написал два письма Адольфу Гитлеру, в которых отговаривал его от развязывания Второй мировой войны. Эти письма зачастую толкуются превратно, поскольку начинаются с обращения «мой друг»[26].
- В 2007 году ООН учредила Международный день ненасилия, отмечаемый в день рождения Махатмы Ганди.
- Ганди является персонажем городской легенды «Ядерный Ганди».

## Сочинения
- Хинд Сварадж (главы из книги). Сатьяграха в Южной Африке (фрагменты). Мой Толстой. Статьи и речи
- Моя жизнь[англ.]. М.: Гл. ред. восточной литературы изд-ва «Наука», 1969 (ссылка)
- Педагогические сочинения. М.: Издательский Дом Шалвы Амонашвили, 1998
- Переписка. Архивировано из оригинала 11 февраля 2009 года. Л. Н. Толстого с Махатмой Ганди. Публ. А. Сергеенко // Л. Н. Толстой / АН СССР. Ин-т рус. лит. (Пушкин. Дом). — М.: Изд-во АН СССР, 1939. — Кн. II. — (Лит. наследство; Т. 37/38)
- Письма Гитлеру